# Reinsurance Group of America

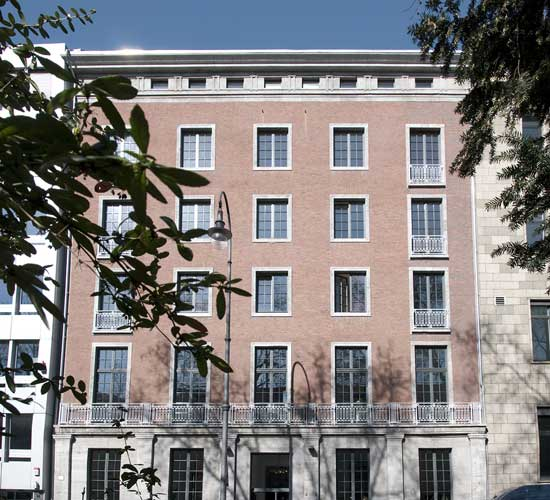
RGA International Reinsurance Company, Deutschlandsitz in Köln

Die Reinsurance Group of America (RGA) ist ein börsennotiertes (Fortune 500) amerikanisches Unternehmen mit Sitz in Chesterfield, Missouri.
Das Unternehmen ist in der Versicherungsbranche tätig, insbesondere im Bereich der Rückversicherungen und ist ausschließlich in den Lebenssparten tätig. Die Gesellschaft verfügt über Vermögenswerte von 53,1 Milliarden US-Dollar und deckt weltweit Lebensrückversicherungen in Höhe von 3,1 Billionen US-Dollar.
Mit 27 Niederlassungen auf fünf Kontinenten und mehr als 2.000 Mitarbeitern gehört die RGA zu den Top fünf der Branche. In der Lebensrückversicherung rangiert das Unternehmen auf Platz 2. Die für das europäische Geschäft zuständige Trägergesellschaft befindet sich in Dublin. Der deutsche Hauptsitz liegt in Köln.
2014 verlegte das Unternehmen seinen Sitz von St. Louis nach Chesterfield.
Zu den Wettbewerbern der RGA gehören beispielsweise die Münchener Rück, die Hannover Rück und die Swiss Re.

## Niederlassungen weltweit
USA
- Chesterfield (Headquarters)

Kanada & International
- Toronto (Headquarters International), Montréal

Vereinigtes Königreich & Irland
- London, Dublin

Südafrika
- Kapstadt
- Johannesburg

Indien
- Mumbai

Lateinamerika
- Mexiko

Spanien & Portugal
- Madrid

Niederlande & Skandinavien
- Amsterdam

Italien
- Mailand

Deutschland, Österreich & Schweiz
- Köln

Frankreich & Belgien
- Paris, Le Mans

Zentral- und Osteuropa & Russland
- Warschau

Vereinigte Arabische Emirate
- Dubai

Australien & Neuseeland
- Sydney
- Wellington

China
- Peking

Hongkong & Südostasien
- Hongkong
- Singapur

Japan
- Tokyo

Malaysia
- Kuala Lumpur

Südkorea
- Seoul

Taiwan
- Taipeh